# Roemenië op het Eurovisiesongfestival 2002
Roemenië nam deel aan het Eurovisiesongfestival 2002 in Tallinn, Estland. Het was de 34e deelname van het land op het Eurovisiesongfestival. De nationale finale, Selecţia Naţională genoemd, vond plaats op 3 maart 2002. De TVR is verantwoordelijk voor de Roemeense bijdrage voor de editie van 2002.

## Selectieprocedure
De nationale finale werd georganiseerd in de studio's van de nationale omroep in Boekarest.
In totaal deden er 18 acts mee aan de nationale finale en de winnaar werd gekozen door televoting en een jury.

| Volgorde | Artiest                                | Lied                 | Punten | Plaats |
| -------- | -------------------------------------- | -------------------- | ------ | ------ |
| 1        | B Brothers'                            | Together as one      | 2      | 14     |
| 2        | Krypton                                | Ce vraji mi-ai facut | 3      | 11     |
| 3        | Alina Sorescu                          | You know it          | 3      | 11     |
| 4        | Vank                                   | All too young        | 15     | 2      |
| 5        | Nicola                                 | I do                 | 10     | 5      |
| 6        | Sfinx Experience                       | Daca vrei, poti      | 5      | 10     |
| 7        | Spitalul de Urgenta                    | Ea                   | 12     | 3      |
| 8        | Kappa                                  | Frunza               | 3      | 11     |
| 9        | Pro Consul                             | Mamma terra          | 8      | 7      |
| 10       | Quartz                                 | Fluier               | 0      | 15     |
| 11       | Valahia                                | Mama                 | 11     | 4      |
| 12       | Sfinx Experience & Laurentiu Niculescu | Vino-n somnul meu    | 0      | 15     |
| 13       | Voltaj                                 | Lacrima              | 7      | 9      |
| 14       | Class                                  | Povestea unei mingi  | 0      | 15     |
| 15       | Monica Anghel & Marcel Pavel           | Tell me why          | 19     | 1      |
| 16       | Luminita Anghel                        | All I want           | 10     | 5      |
| 17       | Candy & Gaz pe Foc                     | Spune-mi             | 8      | 7      |
| 18       | No Comment                             | Liberi               | 0      | 15     |

## In Tallinn
In Estland moest Roemenië aantreden als 21ste, net na Malta en voor Slovenië. Op het einde van de puntentelling bleek dat ze op een 9de plaats waren geëindigd, met 71 punten. Tot dan toe was dit het beste resultaat van het land op het festival.
Men ontving 2 keer het maximum van de punten.
Nederland deed niet mee in 2002 en België had geen punten over voor deze inzending.

### Gekregen punten

#### Finale
| 12 punten                   | 10 punten   | 8 punten                        | 7 punten  | 6 punten    |
| --------------------------- | ----------- | ------------------------------- | --------- | ----------- |
| - Noord-Macedonië - Rusland |             | - Cyprus - Griekenland - Israël | - Turkije | - Malta     |
| 5 punten                    | 4 punten    | 3 punten                        | 2 punten  | 1 punt      |
| - Spanje                    | - Frankrijk |                                 |           | - Duitsland |

### Punten gegeven door Roemenië

#### Finale
Punten gegeven in de finale:
| 12 punten | Noord-Macedonië |
| 10 punten | Rusland         |
| 8 punten  | Cyprus          |
| 7 punten  | Turkije         |
| 6 punten  | Griekenland     |
| 5 punten  | Israël          |
| 4 punten  | Frankrijk       |
| 3 punten  | Zwitserland     |
| 2 punten  | Estland         |
| 1 punt    | Duitsland       |

1994 · 1995-1997 · 1998 · 1999 · 2000 · 2001 · 2002 · 2003 · 2004 · 2005 · 2006 · 2007 · 2008 · 2009 · 2010 · 2011 · 2012 · 2013 · 2014 · 2015 · 2016 · 2017 · 2018 · 2019 · 2020 · 2021 · 2022 · 2023 · 2024-2025